# دوناتو
دوناتو (بالإيطالية: Donato)‏ هي بلدية في مقاطعة بييلا في إقليم بييمونتي في إيطاليا.

## السكان
في سنة 1861 بلغ عدد السكان 1٬546 نسمة، وتطور العدد ليصل في سنة 2011 لـ 719 نسمة.
يظهر هذا المخطط البياني تطور النمو السكاني لـ دوناتو